# جون كارول (لاعب كرة سلة)
جون كارول (8 نوفمبر 1955 - ) (بالإنجليزية: John Carroll)‏ هو مدرب كرة سلة ولاعب كرة سلة أمريكي في مركز هجوم خلفي.

## وصلات خارجية
- جون كارول على موقع سبورتس رفرنس (الإنجليزية)
- جون كارول على موقع كلية كرة السلة في سبورتس رفرنس.كوم (الإنجليزية)